# Inkster (Michigan)
Inkster – miasto w Stanach Zjednoczonych, w stanie Michigan, w hrabstwie Wayne.